# West Clandon
West Clandon is een civil parish in het bestuurlijke gebied Guildford, in het Engelse graafschap Surrey met 1363 inwoners.

## Foto's

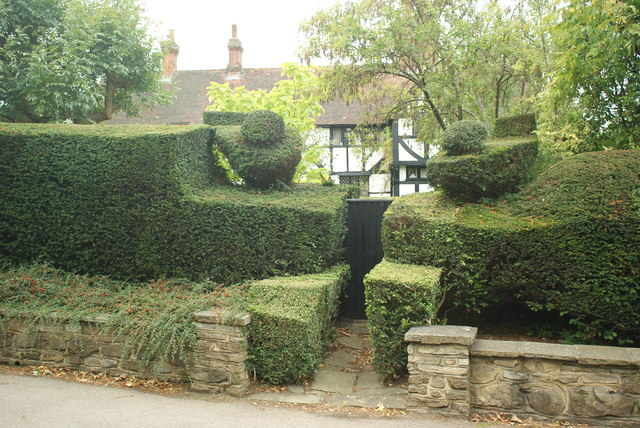